# Dominicusstraße
Die Dominicusstraße im Berliner Ortsteil Schöneberg ist mit einer Länge von rund 800 Metern eine wichtige innerstädtische Verbindung von der westlichen Innenstadt in die südlichen Bezirke.

## Namensgebung
Die am 31. Juli 1947 benannte Dominicusstraße hat ihren Namen nach dem Politiker Alexander Dominicus (1873–1945). Er war von 1911 bis 1921 Oberbürgermeister der damals selbstständigen Stadt Schöneberg, die am 1. Oktober 1920 ein Teil Groß-Berlins wurde. Die vorherigen Namen der Straße waren Mühlenweg (bis Mitte des 19. Jahrhunderts), Mühlenstraße (Mitte 19. Jahrhundert bis 1937), Tempelhofer Straße (1884–1947) und Reppichstraße (1937–1947).

## Verlauf und Bebauung
Die Dominicusstraße beginnt in Höhe des Rathauses Schöneberg als Abzweig der Martin-Luther-Straße und stellt als Ein- und Ausfallstraße unter anderem die Verbindung zum Sachsendamm und der dort befindlichen Anschlussstelle des Stadtrings und der Westtangente her. Ab der Hauptstraße verläuft auf ihr in südöstlicher Richtung die Trasse der Bundesstraße 1. Die Dominicusstraße geht am Bahnhof Schöneberg, wo sich die S-Bahn-Linien der Ringbahn mit der Wannseebahn kreuzen, in den Sachsendamm über. Das Empfangsgebäude des Bahnhofs von Fritz Klingholz stammt aus den Jahren 1896–1897 und ist denkmalgeschützt.

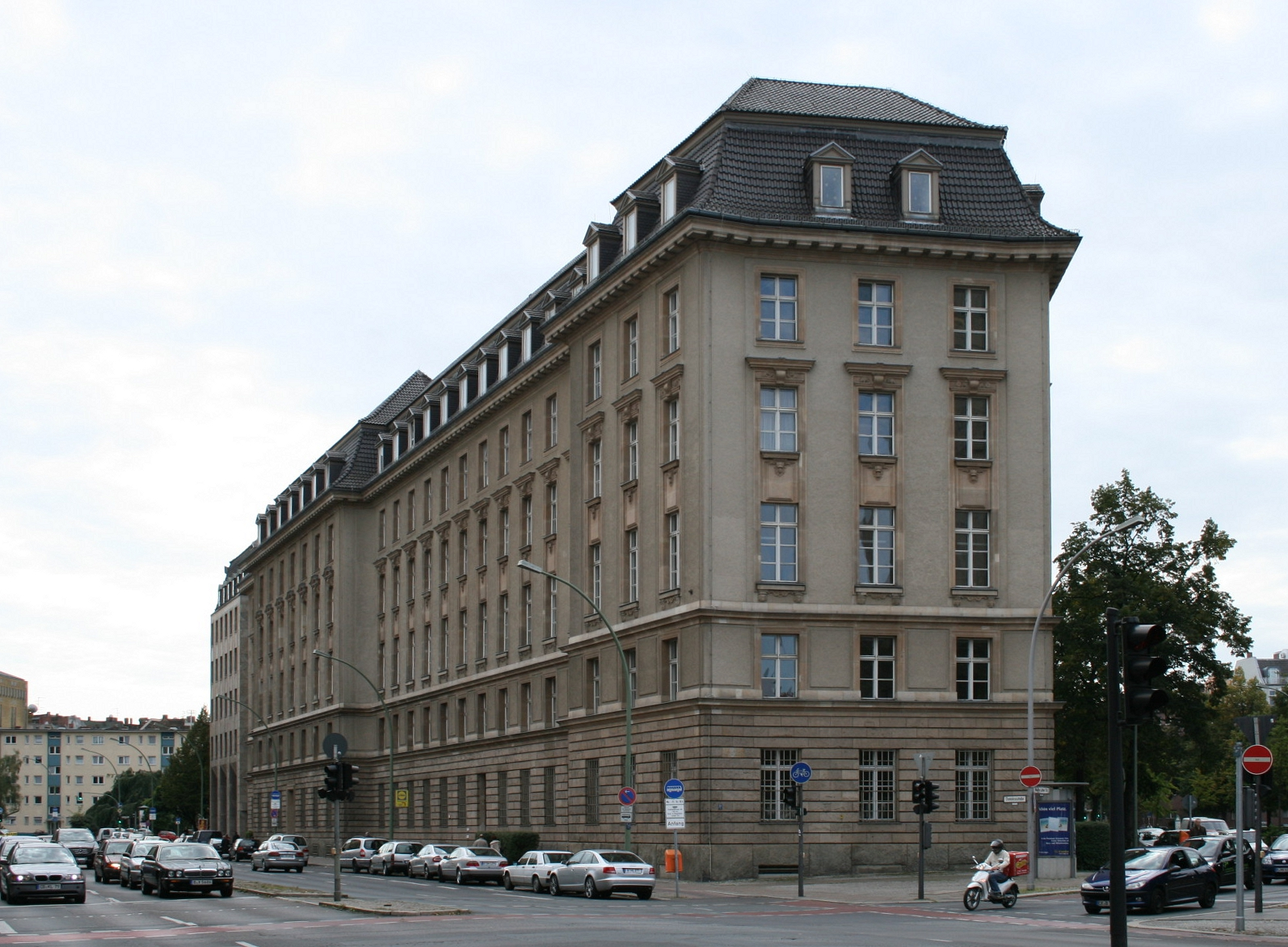
Verwaltungsgebäude der Senatsverwaltung für Wirtschaft

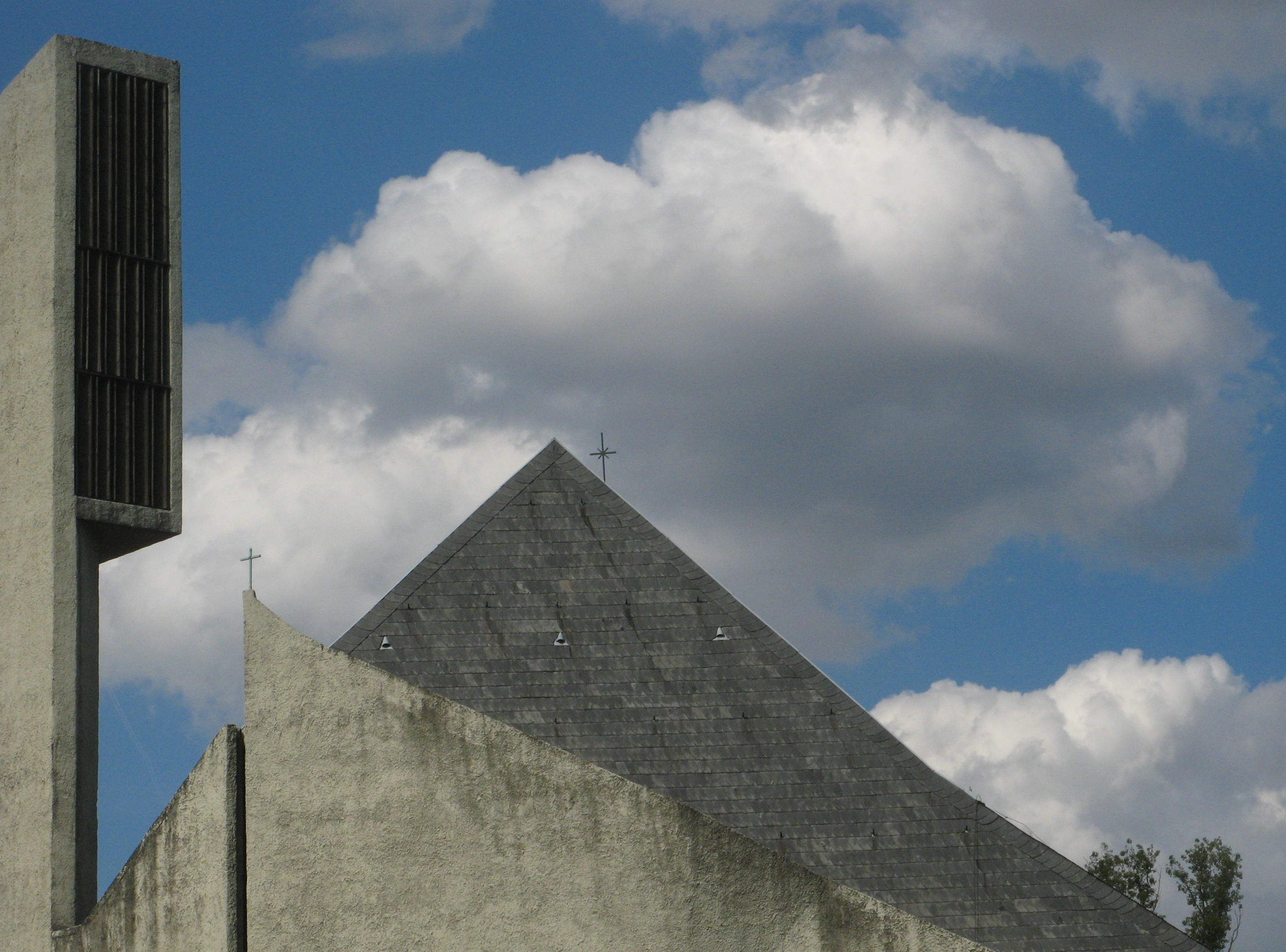
Die St.-Norbert-Kirche aus Richtung Süden

In der Dominicusstraße 2–12 befindet sich das aus den Jahren 1915–1922 von Bielenberg & Moser errichtete denkmalgeschützte Olex-Haus, in dem die Senatsverwaltung für Wirtschaft untergebracht ist. Auf der gegenüber liegenden Seite (Hausnummern 15–19) fällt die relativ moderne Kirchenfassade der St.-Norbert-Kirche auf: Der Eingangsbereich, der Turm sowie das Pfarr- und Gemeindehaus von Hermann Fehling, Daniel Gogel und Peter Pfankuch stammen aus den Jahren 1960–1962. Die eigentliche Kirche ist von Carl Kühn aus den Jahren 1913–1918. Alter und neuer Teil der Kirche sind denkmalgeschützt.
In der Dominicusstraße 21a befindet sich der rückwärtige Teil des Denkmalbereichs der evangelischen Paul-Gerhardt-Kirche mit Gemeindehaus und Superintendentur aus den Jahren 1958–1962.
Nordöstlich der Kreuzung Dominicus-/Hauptstraße befand sich von 1871 bis 1975 die Schöneberger Schlossbrauerei.
Obwohl ein großer Teil der südöstlichen Dominucusstraße den Zweiten Weltkrieg völlig unzerstört überstand, wurden die betreffenden Gebäude in den 1960er Jahren vollständig abgerissen und durch Neubauten – vor allem die Schöneberger Terrassen – ersetzt, um die Straßenbreite zu verdoppeln.
Am Ende der Dominicusstraße befindet sich vor den S-Bahn-Brücken das Schöneberger Tor, ein Wohn- und Geschäftshaus an der Dominicusstraße 55.
Im Jahr 1968 wurde als Verkehrsentlastung des Kreuzungsbereichs der Hauptstraße eine 152 Meter lange Stahlhochbrücke über die Dominicusstraße errichtet. Diese Maßnahme war notwendig, weil mit dem Umbau des Innsbrucker Platzes im Zusammenhang mit dem dortigen Tunnelbau für die Stadtautobahn der Verkehr nicht mehr durch die Ebersstraße geführt wurde, sondern über die Haupt- und Dominicusstraße. Nach Ende der Baumaßnahmen wurde die Brücke in den 1970er Jahren wieder entfernt.

## Schöneberger Dreieck

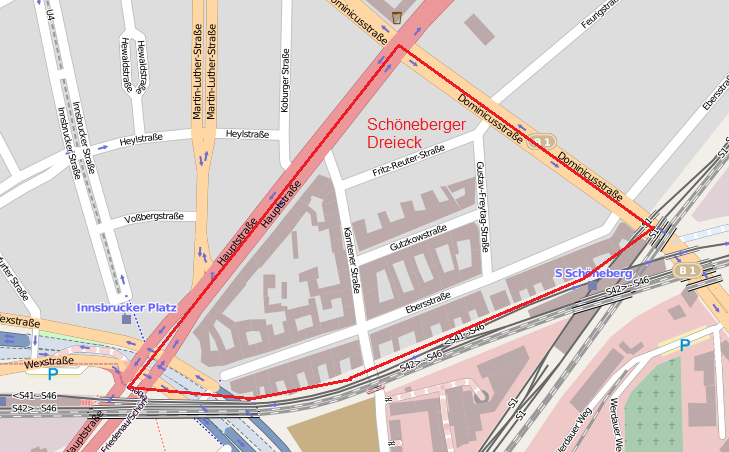
Lage des Schöneberger Dreiecks

Südöstlich liegt das Schöneberger Dreieck. Es bezeichnet das Gebiet nördlich der Ringbahn, östlich der Hauptstraße und südlich der Dominicusstraße mit den Eckpunkten Innsbrucker Platz, Kreuzung Ecke Dominicus-/Hauptstraße und den S-Bahn-Brücken am Übergang Dominicusstraße/Sachsendamm. Hier war von 1951 bis 2011 der Sitz der Bäckerinnung Berlin (Kärntener Straße 8) und befinden sich der Eingang Ebersstraße zum S-Bahnhof Schöneberg, der Hauptsitz der Bäckerei Johann Mayer sowie die einzige Zufahrt zum südlich des S-Bahn-Ringes gelegenen Geländes mit der ehemaligen Desinfektionsanstalt Schöneberg in der Kärntener Straße 20/21 und der Kleingartenkolonie „Maxstraße“.